# But narciarski

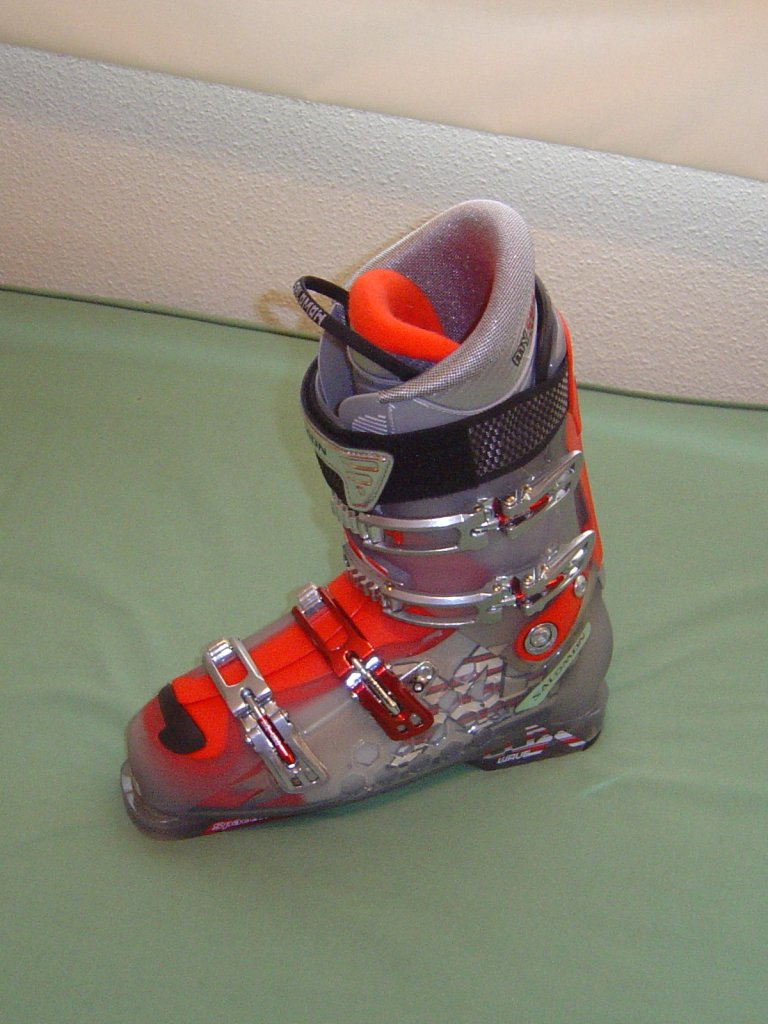
Zjazdowy but narciarski

Buty narciarskie – buty umożliwiające narciarzowi przymocowanie nart do nóg w sposób umożliwiający jazdę lub bieg na nartach.
Buty narciarskie dzielą się na:
- buty zjazdowe
- buty biegowe
- buty turowe (skiturowe) i telemarkowe
- buty do skoków narciarskich.

Każdy z tych rodzajów butów wyewoluował do zupełnie innej konstrukcji.

## Historia

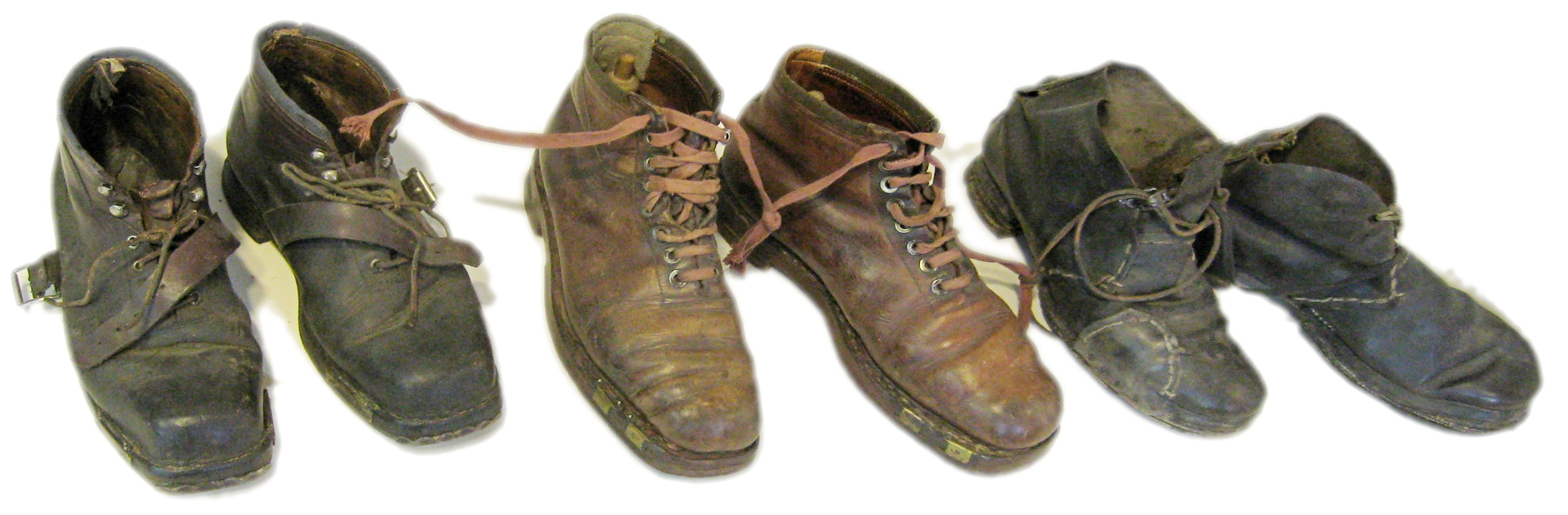
Buty narciarskie z lat 1929–1950 w muzeum w Sankt Blasien (Niemcy)

Początkowo (na przełomie XIX i XX w.) buty narciarskie były zwykłymi butami turystycznymi (z wysoką cholewką). Z czasem buty narciarskie miały szerszą zelówkę, umożliwiającą przymocowanie buta do wiązania narciarskiego. Powoli buty narciarskie stawały się coraz sztywniejsze i wyższe, ale jeszcze w latach 60. XX wieku większość narciarzy jeździła w butach sznurowanych (polskie buty „Krosno”). Dopiero w drugiej połowie lat 60. buty zjazdowe zaczęły przypominać dzisiejsze buty.

## Konstrukcja

### Buty zjazdowe
But zjazdowy składa się z twardej zewnętrznej, plastikowej (polietylenowej) „skorupy” i wewnętrznego „kapcia” (wkładki, buta wewnętrznego lub „skarpety”). Skorupa jest na tyle twarda, że stworzono specjalne konstrukcje butów, ułatwiające wkładanie i zdejmowanie butów narciarskich. W niektórych modelach butów kapeć jest wygrzewany w momencie zakupu (tzw. termoformowalny, co jest opisywane przez producentów jako np. Thermo lub Custom), aby jak najlepiej dopasować się do kształtu stopy. W 2008 roku pojawiły się buty o takiej konstrukcji skorupy, która pozwala na lekkie ugięcie podeszwy w czasie chodzenia. Dzięki nowym rozwiązaniom, takim chociażby jak e2 („easy enduro”) firmy Rossignol, czy Elipse firmy Salomon, buty narciarskie mają szansę stać się również w miarę wygodnym obuwiem służącym do poruszania się w obrębie stacji narciarskiej.
Istnieją również buty z wkładkami wtryskowymi, które zapewniają niemal idealny komfort. Buty wewnętrzne (kapcie) tego rodzaju konstrukcji posiadają specjalne kieszenie wypełniane przez przeszkolonego sprzedawcę dwuskładnikowym materiałem rozszerzającym się po połączeniu składników. Wykonywany jest odlew stopy dokładnie dopasowujący się do jej kształtu.
Komfort jazdy staje się coraz ważniejszy, również w przypadku butów zawodniczych. W związku z tym obecnie dąży się, aby nie cały but był zbudowany z twardego plastiku. Konstruuje się sztywną ramę, która pozwala przenosić siły na nartę, a resztę wypełnia się stosunkowo miękkim, wygodnym materiałem.

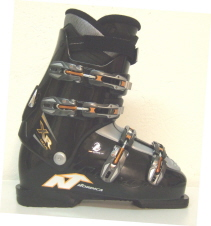
Zjazdowy but narciarski firmy Nordica

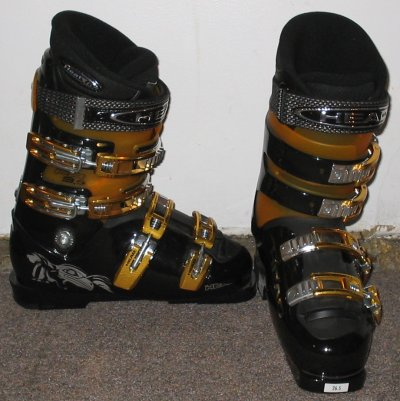
Zjazdowe buty narciarskie firmy Head

#### Podział butów zjazdowych ze względu na sposób wkładania
- tylnowejściowe[3] – buty pozwalające na odchylenie tylnej części cholewki, co bardzo ułatwia wkładanie i zdejmowanie. Jednak obecnie już rzadko spotykane ze względu na złą opinię. Są zbyt miękkie, nawet dla początkujących narciarzy i nie trzymają dostatecznie stopy. Buty takie mają przeważnie również tylko 1 klamrę z przodu. Znany jest jednak przypadek Billa Johnssona z USA, który zdobył złoty medal olimpijski w zjeździe w czasie Igrzysk Olimpijskich w Sarajewie w 1984 r. w butach tylnowejściowych. Takie buty jeszcze czasem znajdują się w tańszych wypożyczalniach;
- "mid-entry" – średniowejściowe – łączą zalety butów tylno- i przedniowejściowych: tylna część cholewki daje się lekko odchylić, ale but po założeniu na nogę jest zapinany na 3–4 klamry z przodu;
- przedniowejściowe – buty, które stanowią dziś ogromną większość wszystkich produkowanych narciarskich butów zjazdowych. Takie buty są wybierane przez wszystkich narciarzy, którzy kupują buty z zamiarem rozwoju swoich umiejętności. Posiadają 3–4 klamry z przodu ściśle dopinające nogę. Cechując się wysoką, sztywną cholewką, zapewniają bardzo dobrą kontrolę ruchu narty.

Ostatnio osiągnięto znaczący postęp w takiej konstrukcji butów, która ułatwia ich zakładanie i zdejmowanie. Dzięki zastąpieniu części plastiku na podbiciu tkaniną kompozytową uzyskano niespotykaną dotąd łatwość zakładania i zdejmowania butów. Dodatkowym efektem tego typu konstrukcji jest lepsze, ściślejsze dopasowanie skorupy buta do stopy, a co za tym idzie, zwiększona precyzja prowadzenia narty w skręcie.

#### Liczba i rodzaj klamer
Buty zjazdowe posiadają od 1 do 4 klamer. W górnej części cholewki w wielu modelach butów znajduje się pasek na rzepy, który pełni rolę piątej klamry. Wyjątek od zasady 4 klamer stanowią buty przeznaczone do freeskiingu, gdzie wymagana jest większa/zmienna elastyczność buta: w butach do freeskiingu często montuje się 2–3 klamry.
Zapinanie klamry polega na zahaczeniu jej o jeden z haczyków (przeważnie 3–5 przy każdej klamrze) na zewnętrznej stronie buta i zapięcie przez dociśnięcie klamry do haczyka.
Istnieją modele miękkich butów (dla początkujących narciarzy), w których przednia część jest sznurowana, podobnie, jak w butach do snowboardu.
Klamry mogą mieć tzw. mikroregulację pozwalającą na zmianę długości klamry przez jej obracanie wokół osi. W niektórych modelach jest możliwość „makroregulacji” przez zmianę położenia klamry na pasku klamrowym. Wygodne są również rozwiązania, umożliwiające „wstępne” zaciśnięcie stopy przez zastosowanie dodatkowego haczyka lub przesunięcie klamry. Klamry konstruowane są ostatnio z bardzo lekkich stopów metali.

#### Kształt butów i ich kupowanie
Każdy model buta ma nieco inny kształt. W szczególności są buty, które mają wysokie lub niskie podbicie, pasują na stopy wąskie lub szczególnie szerokie (tzw. wide fit, np. seria B butów Atomica czy Rossignol Axia X40). Dlatego bardzo ważne przy zakupie butów zjazdowych jest przymierzenie wielu modeli, aż znajdzie się but o kształcie bardzo pasującym do kształtu stopy. Przed podjęciem ostatecznej decyzji stopa powinna być zapięta w bucie przez 20 minut.

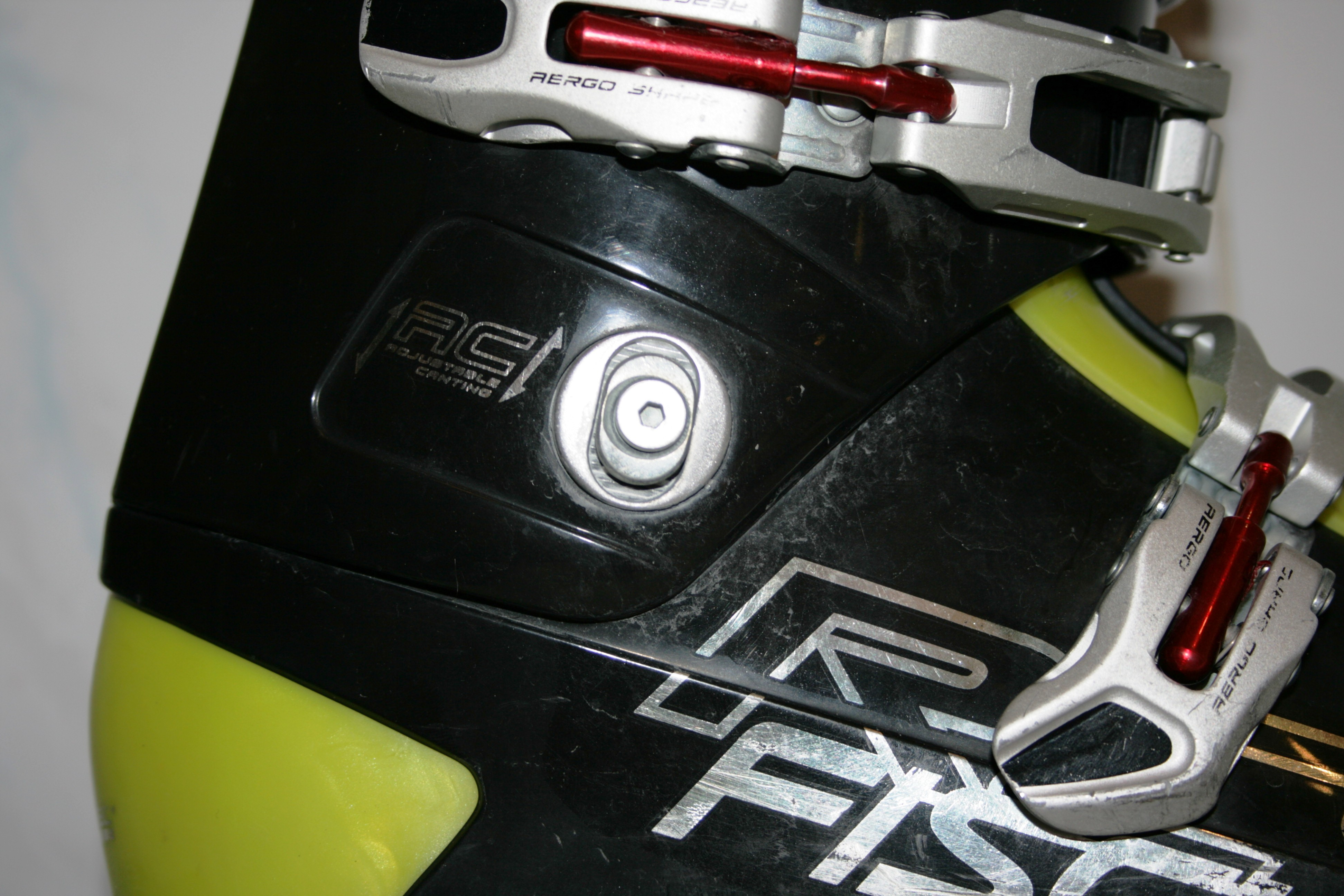
Zjazdowy but narciarski z boku – widoczne klamry z mikroregulacją, w środku zdjęcia – regulacja nachylenia bocznego

Buty zjazdowe mają analogiczne rozmiary jak zwykłe buty. Zwykle rekomendowany jest zakup buta o pół numeru mniejszego niż rozmiar butów, w których chodzimy na co dzień. Cholewka buta narciarskiego jest nachylona pod kątem 14–17° od pionu do przodu. Narciarz w bucie narciarskim powinien czuć, że po nachyleniu goleni do przodu pod tym kątem nie dotyka paluchem do jego przedniej części dopiero po zapięciu wszystkich klamer, natomiast przy próbie stanięcia na wyprostowanej nodze paluch dotyka do przedniej części buta. But pasuje wtedy, gdy przy silnym nachyleniu do przodu pięta nie podnosi się wyżej niż o pół centymetra.
Buty zjazdowe różnią się od siebie również tzw. szerokością, która odpowiada szerokości stopy w jej najszerszym miejscu (na wysokości kości śródstopia). Szerokość ta waha się w butach narciarskich od 90 mm do 106 mm. Wybierając but należy kierować się zarówno szerokością stopy, jak i charakterem zamierzonej jazdy. Im ambitniejsza jazda, tym węższy (ciaśniej trzymający) powinien być but. W zasadzie buty o szerokości ponad 100 mm przeznaczone są do jazdy rekreacyjnej, a poniżej 96–98 mm – do jazdy sportowej.
Buty dla kobiet nie są takie same, jak dla mężczyzn. Charakteryzują się niższą i szerszą cholewką oraz innym wzornictwem. Mają też mniejszą masę. Wkładki (kapcie) w butach kobiecych są bardziej miękkie i cieplejsze (ze względu na inny sposób ukrwienia kobiecej stopy), dodatkowo ocieplane polarem, a coraz częściej wypełniane są naturalnym puchem. Takie rozwiązanie jest stosowane przez firmę Lange oraz Rossignol (pod nazwą NAPTURAL®).
Niektóre buty mają nawet specjalne podgrzewane elektrycznie wkładki termiczne.

#### Regulacje butów
Buty zjazdowe mają wiele regulacji:
- wyżej wymienione klamry pozwalające na bardziej lub mniej ciasne zapięcie butów;
- przełącznik „ski/walk” (jazda/chodzenie), pozwalający na częściowe wyprostowanie nogi (po przełączeniu na pozycję „walk”), co nieco ułatwia chodzenie;
- regulacja nachylenia stopy do przodu. Buty przeznaczone dla ambitniejszych amatorów i dla zawodników nie mają przełącznika „ski/walk”, ale mają regulację nachylenia buta do przodu, pozwalającą na ustawienie tego nachylenia w zależności od indywidualnych preferencji narciarza. Regulacja ta może być dokonywana przez przesuwanie tyłu cholewki w dół lub górę (i zablokowanie w preferowanej pozycji) lub przez dodanie i przesuwanie tzw. spojlera w górnej części cholewki, co zmusza łydkę do przesunięcia się do przodu;
- tzw. „canting” – regulacja bocznego nachylenia buta, czyli w płaszczyźnie czołowej, dająca możliwość pochylenia buta bardziej do wewnątrz lub na zewnątrz. Ma to znaczenie dla osób, które mają koślawe lub szpotawe kolana. Śruby do ustawiania cantingu mogą znajdować się po obu stronach buta albo tylko po jednej[3];
- regulacja wysokości pięty: niektórzy producenci (np. Dalbello) stosują w niektórych modelach regulację wysokości pięty. Obracając śrubę, której łeb znajduje się z boku pod piętą, można dostosować wysokość pięty do indywidualnych preferencji. Regulację tę stosuje się również po to, aby dopasować położenie kostki tak, aby mieściła się w przeznaczonym na nią miejscu w bucie;
- niektóre buty mają możliwość wymiany przodu i tyłu podeszwy (jak na zdjęciu po prawej w butach Fischera) w związku z tym, że te części buta najszybciej ścierają się, co powoduje, że wiązania gorzej „trzymają”.

#### Sztywność (twardość) butów
Zjazdowe buty narciarskie mają różną sztywność. Miękkie buty są przeznaczone dla początkujących narciarzy, są wygodniejsze, ale nie pozwalają na precyzyjne przenoszenie ruchu nogi na zachowanie się narty. Buty sztywne, przeważnie mniej wygodne, pozwalają na precyzyjną kontrolę zachowania się narty. Zawodnicy używają jak najsztywniejszych butów. W butach miękkich kapeć jest grubszy, bardziej miękki i wygodniejszy, natomiast w butach twardych kapeć jest cieńszy i twardszy.
Ostatnio przyjęła się skala twardości butów zjazdowych, tzw. flex index. Najbardziej miękkie buty dla dorosłych mają flex index w okolicach 40, uczący się narciarze powinni jeździć w butach o indeksie 40–70, ambitni amatorzy jeżdżą w butach o twardości w okolicach 90–120, natomiast zawodnicy wkładają buty z indeksem co najmniej 150. Kobiety jeżdżą w butach o twardości 10–20 punktów niższej niż mężczyźni. Sztywność butów w ruchu przód/tył jest czasem mniejsza niż sztywność w ruchu w bok. Buty dla dzieci mają flex index w zakresie 10–30.
Na wybór twardości skorupy ma wpływ również masa narciarza (im cięższa osoba, tym łatwiej zegnie twardą skorupę) oraz to, kto jest producentem danego modelu (flex flexowi ciągle nie zawsze jest równy).
W niektórych modelach butów istnieje możliwość regulacji ich twardości. Regulację tę realizuje się na parę sposobów, m.in. przez zastosowanie pokrętła soft/hard (miękkie/twarde) w tylnej części buta lub przez wyposażenie buta w wymienne elementy o różnej twardości.
Niektórzy producenci produkują buty, których konstrukcja – gdy buty nie są wpięte w wiązanie – umożliwiają lekkie zgięcie buta w śródstopiu.
Twardość buta zwiększa się na mrozie.

#### Typy butów
Buty zjazdowe można podzielić na 3 typy ze względu na poziom umiejętności narciarza:
- Allround – dla początkujących i średnio zaawansowanych. Buty takie mają flex 40–70 (miękkość skorupy umożliwia chodzenie), dodatkowo – przełącznik „ski/walk”
- All Mountain – dla średnio zaawansowanych i zaawansowanych narciarzy, z indeksem 70–120 (dla kobiet – 60)
- Race przeznaczone do ekspertów i zawodników, z twardością ponad 100 (najczęściej 130) z zupełnie inną konstrukcją buta. Takie buty nie są zalecane do jazdy rekreacyjnej.

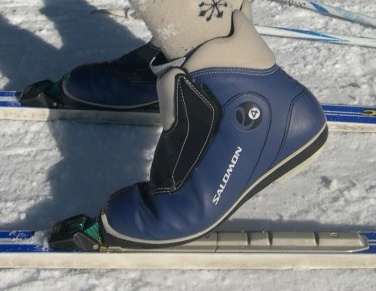
But biegowy

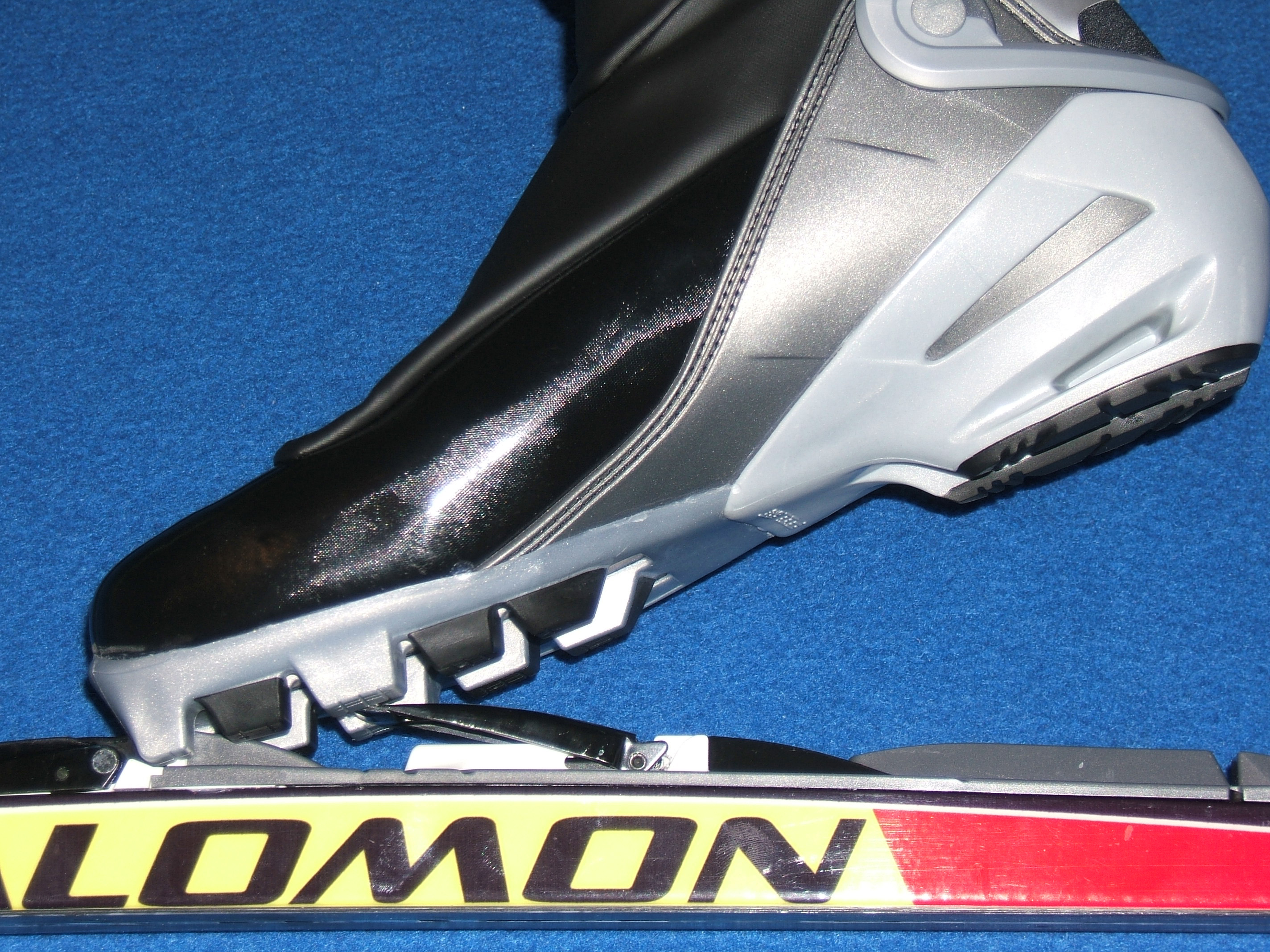
But i wiązanie biegowe

### Buty biegowe
Buty biegowe powinny być bardzo lekkie, wygodne, a równocześnie mocne i w miarę elastyczne. Powinny umożliwiać swobodne wykonywanie kroków biegowych i ewolucji zjazdowych.
Buty biegowe dzielą się na buty do jazdy techniką klasyczną, buty do jazdy techniką łyżwową (sztywne) oraz do narciarstwa „back country” (poza trasami). Buty do biegania poza trasami powinny mieć wyższą cholewkę (im wyższa tym lepsza), powinny też mieć plastikowe usztywnienie kostki.
- Buty do techniki klasycznej mają niższe cholewki (poniżej kostki), są lekkie i łatwo zginają się w płaszczyźnie strzałkowej. Ułatwia to podnoszenie pięty podczas biegu. Są również bardzo elastyczne (szczególnie podeszwy).
- Do techniki łyżwowej cholewka jest znacznie wyższa (powyżej kostki). Takie buty są specjalnie wzmocnione po obu stronach. Powoduje to znaczne usztywnienie stawu skokowego, dzięki czemu narciarz bardziej efektywnie odbija się z krawędzi narty. Twardsze podeszwy pozwalające tylko nieznacznie unosić piętę ułatwiają wykonywanie kroków łyżwowych i sterowanie nartami podczas biegu.

Zarówno buty do techniki klasycznej, jak i do łyżwowej wytwarzane są ze specjalnego tworzywa, które zapewnia optymalną ciepłotę i wygodę stopy.
- Buty używane w celach rekreacyjnych i turystycznych mają również dosyć wysokie cholewki, jednak nie są usztywnione tak mocno w częściach bocznych, jak buty do techniki łyżwowej. Miękka podeszwa pozwala na swobodne unoszenie pięty i wykonywanie kroków klasycznych. Buty amatorskie są często dodatkowo ocieplane i zabezpieczone przed przemoknięciem, dla lepszej ochrony stóp podczas marszu w głębokim śniegu. Są one również cięższe od butów wyczynowych i mają prostszą konstrukcję wiązań.

Ponadto ważne jest, żeby buty pasowały do wiązań, które nie są ustandaryzowane. Buty i wiązania do nart biegowych występują w 5 podstawowych standardach:
- do wiązań 75NN „kaczy dziób”
- SNS Salomon
- SNS X-A Salomon
- NNN Rottefella i jej licencjobiorcy: Rossignol, Fischer, Alpina, Whitewoods, Alfa i in.
- NNN BC Rottefella i in.

W systemach NNN i SNS jest stosowana grupa wiązań BC, X-A (backcountry). W tego typu wiązaniach fragment buta w wiązaniu jest szerszy oraz pasek przy czubku buta jest dłuższy i grubszy, co daje większą stabilność i szybkość oraz zmniejsza ruchy buta na boki. Te czynniki są szczególnie ważne podczas używania sztywniejszych butów i cięższych nart stosowanych w narciarstwie terenowym.

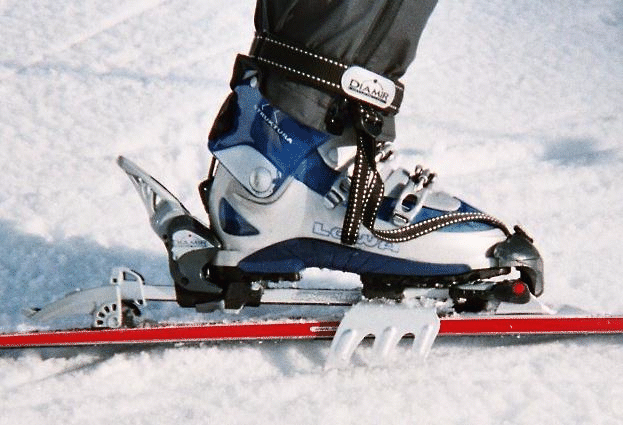
But turowy, wiązanie i harszle. Narta jest przymocowana do buta przez smycz w celu uniknięcia utraty narty w przypadku niepożądanego wypięcia wiązania

### Buty turowe
Narty turowe służą do jazdy na nartach (tak jak na zjazdowych) i jednocześnie do ułatwionego podchodzenia, dzięki czemu możliwe jest turystyczne wykorzystanie takich nart w górach. Narty te mogą być wyposażone w tzw. foki, które uniemożliwiają niepożądane ślizganie się nart w tył. Wiązanie tych nart umożliwia odpięcie pięt butów turowych. Dzięki temu technika jazdy na nartach turowych polega na tym, że narciarz może podchodzić pod nawet strome pochyłości techniką klasyczną (prowadząc narty równolegle).
W przypadku butów turowych występują dwa rodzaje elastyczności. Pierwsza to elastyczność w kostce, czyli na ile but pozwala na pochylenie się do przodu. Druga to elastyczność w śródstopiu, czyli na ile but ugina się na zgięciu palców. Nowoczesne buty turowe wykonane są z tworzywa Pebax o różnej sztywności w różnych częściach skorupy buta, co umożliwia zginanie buta w palcach przy jednoczesnym zachowaniu poprzecznej stabilności i sztywności.
Plastikowe buty turowe są bardzo podobne do butów zjazdowych. Przeważnie (czasem) mają:
- skorupę i botek wewnętrzny
- 3 klamry (przeważnie)
- regulowany spojler w cholewce
- regulację pochylenia buta
- canting[7].

Buty turowe mają wyraźny bieżnik (żłobienia podeszwy, najczęściej gumowej). Dzięki temu – po zdjęciu nart – turysta może poruszać się po śniegu bez obawy poślizgnięcia się.

### Buty telemarkowe
Do techniki telemarkowej wykorzystującej m.in. specyficzny styl skrętu telemarkowego, polegający na przyklęknięciu na narcie zewnętrznej (pozycja wypadowa) stosuje się buty telemarkowe, pierwotnie zbliżone do butów 75NN, a ostatnio ewoluujące w stronę butów zjazdowych. Przeważnie mają podeszwę kompatybilną z wiązaniem 75NN oraz pozwalają na znaczne choć kontrolowane ugięcie w śródstopiu.
Buty turowe i telemarkowe dzielą się na 3 typy:
- buty skórzane – tradycyjne
- buty skórzano-plastikowe – najrzadziej stosowane,
- buty plastikowe – przeznaczone przede wszystkim do jazdy na nartach, choć możliwa jest również turystyka.

### Buty do skoków narciarskich
Buty skoczka są wykonane ze skóry. Są bardzo elastyczne, dostosowują się do ruchu stopy. Utwardzane w tylnej części, usztywniają kostki i w ten sposób zapobiegają urazom. Ich konstrukcja utrzymuje stopę w odpowiednim położeniu, a jednocześnie nie ogranicza swobody jej ruchów. Dzięki temu skoczkowie mogą bez problemu pochylać się podczas lotu i lecieć w bardzo niskim wychyleniu do przodu, praktycznie równolegle do nart.

## Najbardziej znani producenci butów narciarskich
Najbardziej znanymi markami zjazdowych butów narciarskich są: Atomic, Dalbello, Fischer, Head, Lange, Nordica, Rossignol, Salomon i Tecnica.
Do liderów w produkcji butów biegowych zaliczyć możemy takie firmy jak: Adidas, Alpina, Fischer, Rossignol i Salomon.
Buty turowe produkowane są m.in. pod markami: Crispi, Garmont, Koflach, Lowa, Nordica, Raichle (dawniej), Scarpa.
Niektórzy producenci butów do skoków: Adidas, Atomic, Fischer, Germina, Jalas, Rass i Rossignol.